# Thomas Howe
Thomas O'Brien Howe (17 settembre 1944) è un ex mezzofondista liberiano.
Ha partecipato ai Giochi olimpici di Monaco di Baviera 1972 dove è stato portabandiera per il suo paese alla cerimonia di apertura e ha gareggiato sugli 800 metri giungendo ultimo nella sua batteria.

## Palmarès
| Anno | Manifestazione  | Sede   | Evento          | Risultato | Prestazione | Note  |
| ---- | --------------- | ------ | --------------- | --------- | ----------- | ----- |
| 1972 | Giochi olimpici | Monaco | 800 metri piani | batteria  | 2'00"7      | [ 1 ] |